# Standard-Nobel w Polsce
Standard-Nobel w Polsce S.A. – spółka powstała w 1925 roku w wyniku fuzji Standard-Nobel S.A. z Olej Skalny S.A. Należała do koncernu Standard Oil, który już od 1920 roku posiadał akcje Standard-Nobel S.A. (wcześniej była to szwedzka Spółka Akcyjna Towarzystwo Przemysłu Naftowego Bracia Nobel w Polsce). 
Firma zajmowała się wydobyciem ropy naftowej w zagłębiu borysławskim, w zagłębiu bitkowskim i Piasecznej, a także jej dystrybucją. Jako pierwsza w Polsce rozpoczęła budowę sieci ulicznych stacji benzynowych na terenie kraju.
W 1937 roku spółkę Standard-Nobel w Polsce S.A. przejęło  Vacuum Oil Company S.A.